# Гоминдан
Гоминдан (на традиционен китайски: 中國國民黨, на опростен китайски: 中国国民党) е консервативна политическа партия в Република Китай и Тайван.
Това е най-старата партия в Азия, основана в Китай през 1912 г. от Сун Дзяожън и Сун Ятсен малко след Синхайската революция. Знамето на Гоминдан се състои от 12-лъчево слънце (произлизащо от 12-те традиционни китайски часа на денонощието) и символизира духа на прогреса. То формира кантона на знамето на Република Китай.
Ръководена от Чан Кайшъ, партията управлява по-голямата част от Китай от 1928 г. до оттеглянето си на Тайван през 1949 г. след загубата от Китайската комунистическа партия. Там Гоминдан управлява при еднопартийна система докато реформите през 1970-те до 1990-те намаляват властта ѝ.
На изборите през 2016 година Гоминдан получава 27% от гласовете и 35 от 113 места в Парламента.

## История

### Ранни години
Идеолог и организатор на Гоминдана е д-р Сун Ятсен, привърженик на китайската националистическа идея, който през 1894 г. в Хонолулу, Хавай, основава Обществото за възраждане на Китай. През 1905 г. Сун Ятсен се присъединява към други антимонархически общества в Токио, за да основе Революционния алианс, който цели свалянето династията Цин и да установи република. Алиансът участва в планирането на Синхайската революция от 1911 г. и основаването на Република Китай на 1 януари 1912 г. Ятсен няма военна сила и е принуден да отстъпи поста „временен президент на републиката“ на милитариста Юан Шикай, който на 12 февруари организира абдикацията на последния император на Китай.
Гоминдангът е създаден на 25 август 1912 г. в Пекин, където Революционният съюз и няколко малки революционни партии обединяват усилията си, за да участват в национални избори. Сун Ятсен е избран за ръководител на партията, а Хуан Син става негов заместник. Най-мощният член на партията е третият най-висш човек, Сонг Джиаорен, който осигурява масивна подкрепа за партията от аристокрацията и търговците, които симпатизират на конституционната парламентарна демокрация. Членовете на Гоминдана виждат себе си като възпиращ фактор при управлението на Юан Шикай, а конституционните монархисти стават техен основен политически противник. През декември 1912 г. Гоминдан получава огромно мнозинство в Народно събрание на Република Китай.
През 1914 г., докато е в Япония, Сун Ятсен създава Китайската революционна партия с подкрепата на Чан Кайшъ и Чен Цимей, но много от бившите му съпартийци, включително Хуан Син, Уан Джингвей, Ху Ханминг и Чен Джионгмин, отказват да се присъединят към него и по-късно не подкрепят намерението му да вдигне ново въоръжено въстание срещу Юан Шикай. Новите членове на Китайската революционна партия полагат клетва за вярност на самия Сун Ятсен и много революционери смятат това за антидемократична тенденция, която противоречи на духа на революцията.
Сун Ятсен се завръща в Китай през 1917 г. и създава свое собствено правителство в Гуанджоу, но скоро е изгонен и принуден да избяга в Шанхай. На 10 октомври 1919 г. той възражда своята партия, но я нарича „Китайски Гоминдан“, тъй като старата организация се нарича просто „Куоминдан“. През 1921 г. Сун Ятсен и неговата партия възвръщат властта в Гуанджоу. След неуспешни опити да получи признание в чужбина, през 1923 г. Гоминдан договаря сътрудничество със Съветска Русия. От същата година съветници от СССР започват да пристигат в Южен Китай, най-значимият от които е представителят на Коминтерна Михаил Бородин. Техните задачи са да реорганизират Гоминдана и да установят сътрудничество между него и Комунистическата партия на Китай, което води до създаването на Първи обединен фронт на двете партии.
Съветските съветници помагат на националистите в обучението на агитатори и през 1923 г. един от доверените хора на Сун Яцен, Чан Кайшъ, е изпратен в Москва за военни и политически курсове. На първия партиен конгрес през 1924 г., където присъстват и членове на други партии, включително на ККП, програмата на Сун Ятсен е приета, базирана на „трите принципа на народа“: национализъм, демокрация и просперитет.

### Чан Кайшъ – лидер на Гоминдана
След смъртта на Сун Ятсен през 1925 г. политическото ръководство на партията преминава към левия представител Уан Джингвей и десния представител Ху Ханминг. Реалната власт остава в ръцете на Чан Кайшъ, който, като ръководител на военната академия Уампоа, контролира армията и съответно Гуанджоу, провинция Гуангдонг и провинция Гуанси, разположени на запад. Гуанджоуското правителство на националистите се изправя в пряка опозиция срещу властта на милитаристите, които се заселват в Пекин. За разлика от Сун Ятсен, Чан Кайшъ почти няма европейски приятели и не е особено запознат със западната култура. Почти всички политически, икономически и революционни идеи са заимствани от Сун Ятсен от западни източници, които той изучава, докато е в Хавай и по-късно в Европа. Чан Кайшъ подчертава по всякакъв начин китайския си произход и връзката с китайската култура. Няколко пътувания на Запад допълнително затвърдяват националистическите му възгледи. Той активно изучава китайски класически текстове и китайска история. От всичките „три популярни принципа“, прокламирани от Сун Ятсен, принципът на национализма му е най-близък. Чан Кайшъ също одобрява идеята на Сун Ятсен за „политическо настойничество“. Въз основа на тази идеология той се превръща в диктатор на Република Китай, първо в континентален Китай, а по-късно и в Тайван, когато националното правителство избяга там.
След поражението на Япония, войната между ККП и Гоминдана пламва с нова сила. Комунистическата армия се разраства бързо: след демобилизацията много войници остават без работа и се присъединяват към ККП за дажби. В страната също царува хиперинфлация. В опит да го овладее, правителството през август 1948 г. забранява на хората да притежават злато, сребро и чуждестранни валути. Конфискувани са ценности, а в замяна населението получава „златни сертификати“, които след 10 месеца напълно се амортизират. Резултатът е широко недоволство.
Войските на Чан Кайшъ защитават само големите градове и комунистическите отряди могат да се движат свободно през провинцията. До края на 1949 г. ККП контролират почти цял Китай и ръководството на Гоминдан е принудено да се премести в Тайван. В същото време значителна част от съкровищницата е изнесена от континенталната част. Около 2 милиона бежанци, включително военните, се преместват в Тайван. Някои членове на партията остават на континента и отделяйки се от Гоминдана, основават Революционния комитет, който съществува и до днес като една от осемте незначителни регистрирани партии.